# Chambre nationale des conseils en gestion de patrimoine
Créée en 1978, la Chambre Nationale des Conseils en Gestion de Patrimoine est l’association professionnelle (CNCGP) représentative des Conseils en gestion de patrimoine (CGP). 
En tant qu’association de Conseil en Investissements Financiers (CIF), de courtiers en assurance (IAS) et d'intermédiaires en opérations de banque et de services de paiement (IOBSP), la CNCGP est agréée par l’Autorité des Marchés Financiers (AMF) et par l’Autorité de Contrôle Prudentiel et de Résolution (ACPR).
Elle a pour missions de promouvoir la profession de CGP, de défendre ses intérêts et d'accompagner ses adhérents dans l’exercice de leur activité professionnelle.
La CNCGP revendique 5 000 personnes physiques et 3500 personnes morales (entreprises) adhérentes en juin 2023[réf. obsolète].

## Histoire
Fondée en 1978, la Chambre Syndicale des Conseils en Gestion de Patrimoine (CSCGP) devient en 1996 la Compagnie Nationale des Professionnels du Patrimoine (CNPP), puis en 2002 la Chambre des Indépendants du Patrimoine (CIP), et en 2015 la Chambre Nationale des Conseils en Gestion de Patrimoine (CNCGP),.
Du fait notamment de son ancienneté, la CNCGP s'impose, en nombre d'adhérents, parmi les principales associations françaises du conseil patrimonial en France.

## Rôle et fonctions
Dans ses statuts, la CNCGP explique viser principalement à « assurer la représentation, la discipline, l'indépendance et la défense des intérêts économiques, matériels et moraux de la profession de CGP en France, et d'assurer la représentation collective et la défense des intérêts des CIF ».
Les membres de la CNCGP, qui peuvent être des personnes physiques ou des personnes morales, sont principalement des conseillers en gestion de patrimoine (CGP, anciennement dits CGPI), de cabinets de conseil patrimonial, ou encore de family offices, ayant tous un statut de conseiller en investissements financiers (CIF).
Pour adhérer à la CNCGP, les professionnels de la gestion de patrimoine doivent présenter leur candidature à une commission d'admission. Les candidats sont ainsi contrôlés de manière à vérifier leur honorabilité, leurs compétences et leur respect de la réglementation en vigueur avant d'être admis. Lors de leur admission, les membres de la CNCGP signent également une charte de déontologie. Au cours de leur exercice professionnel, les membres de la CNCGP continuent d'être contrôlés au moins une fois tous les cinq ans.
Du fait de cette procédure, les adhérents de la CNCGP peuvent plus aisément créer une relation de confiance avec leurs clients, qui ont ainsi l'assurance d'être conseillés par un professionnel reconnu pour ses compétences.
La CNCGP remplit également un rôle d'assistance aux conseillers en gestion de patrimoine en les accompagnant dans leurs formations et en mettant à leur disposition un certain nombre de documents (« kit réglementaire ») leur permettant de vérifier la conformité de leurs pratiques vis-à-vis de la réglementation en vigueur. Dans cette même logique, la CNCGP propose à ses adhérents de bénéficier d'une assurance de Responsabilité civile professionnelle dédiée à l'exercice de leur profession. Le contrat négocié est reconnu comme le moins cher du marché.
Enfin, auprès des pouvoirs publics, des médias et du grand public, la CNCGP remplit principalement le rôle de porte-parole des professionnels de la gestion de patrimoine et défend leurs intérêts. À l'échelle européenne, la CNCGP est membre du Bureau international des producteurs d'assurances et de réassurances (BIPAR), dont le but est notamment de défendre les intérêts des agents et courtiers en assurance ainsi que des intermédiaires financiers auprès des autorités européennes.

## Principaux combats
Du fait de la réglementation de plus en plus stricte encadrant les métiers du conseil financier en France et plus généralement en Europe depuis 2008, la CNCGP s'est principalement mobilisée au cours des dernières années pour que les projets de réglementations successifs n'aillent pas jusqu'à représenter une menace pour les professionnels du conseil financier à cause de lourdeurs administratives excessives.
La CNCGP s'est notamment mobilisée depuis 2014 pour demander à l'Autorité européenne des marchés financiers (ESMA) un ajustement du projet de directive européenne « MIF 2 », cette dernière visant notamment à modifier l'encadrement de la rémunération des métiers de la finance au sein de l'Union européenne en supprimant le système des rétrocommissions touchées par les conseillers,. La CNCGP s'est mobilisée avec d'autres acteurs de la place pour que la rémunération par rétrocession soit maintenue pour le conseil non indépendant et à condition qu'elle se traduise par une amélioration de la qualité du service au client. La directive « MIF 2 » trouve son équivalent dans le monde de l'assurance avec la directive « DDA » (directive sur la distribution d'assurance), également discutée par la CNCGP. Pour la DDA les démarches menées avec d'autres acteurs de la place ont abouti à une réglementation moins contraignante que MIF2 : pas de distinction entre conseil indépendant et non indépendant, pas d'interdiction des commissions.
En 2016,  la CNCGP s'est mobilisée pour un report de l'entrée en vigueur de la réglementation européenne dite « PRIIPs » (Packaged retail investment and insurance products), considérant que ce projet de réglementation devait être rediscuté avant d'être applicable. Ce combat a porté ses fruits, le Parlement européen ayant voté en novembre 2016 un report et une renégociation de ce projet de réglementation. La CNCGP a milité avec succès pour le maintien de l'exemption des obligations PRIIPS pour les OPCVM inclus dans les contrats d'assurance-vie jusqu'en 2020, exemption qui a été à nouveau étendue jusqu'en 2022.
La CNCGP a milité avec succès pour un report d'entrée en vigueur respectivement de MIF2, de la DDA et de PRIIPS.
La CNCGP s'exprime régulièrement dans les médias sur les sujets liés à l'avenir de la profession de conseiller en gestion de patrimoine et notamment sur la question de la concurrence que font les robo-advisors aux conseillers traditionnels. La CNCGP a notamment émis des critiques sur les robo-advisors cherchant à concurrencer les conseillers en investissements financiers, tout en saluant a contrario certaines innovations digitales du secteur des fintechs,.
Enfin, la réforme imposant à tous les courtiers en assurance et IOBSP d’adhérer à une association agréée par l’ACPR, la CNCGP travaille activement pour les accueillir et les accompagner dans les meilleures conditions, dès l’entrée en vigueur de celle-ci le 1er avril 2022.

## Publications
Depuis 2005, la CNCGP publie un magazine biannuel gratuit, intitulé « Repères », traitant principalement de sujets liés à la fiscalité de l'épargne, à la fiscalité immobilière ainsi qu'à d'autres thématiques liées à la gestion de patrimoine,.

## Organisation
La Présidence du Conseil d'administration de la CNCGP est renouvelée tous les trois ans par un vote des adhérents. La personne élue à la présidence de la Chambre est obligatoirement un membre de la CNCGP, et exerce donc en parallèle de cette fonction son activité principale dans le domaine de la gestion de patrimoine et du conseil financier en France.
Depuis le 27 mars 2019, la Chambre est présidée par Julien Séraqui, président de Conseil Capital Plus. Membre du conseil d'administration de la CNCGP depuis 2010, Julien Séraqui a été président des commissions Admission puis Prévention des risques / Contrôle qualité. Il succède à Benoist Lombard, président du 7 avril 2014 à mars 2019,. Julien Séraqui est aussi directeur des Editions Séraqui depuis 2005 et publie chaque année son guide fiscal-patrimonial, le Guide Séraqui.
La CNCGP est également administrée par trois vice-présidents. 
Une équipe opérationnelle de dix-sept permanents met en œuvre les actions décidées par le conseil d’administration auquel participe le délégué général Nicolas Ducros.